# Еждер
„Еждер“ (на турски: „Дракон“) е група от бронирани превозни средства, произведени от турската компания Nurol Makina. Състои се от две версии, които са 4х4 и 6х6.

## Варианти

### Еждер 6х6 Бронирана бойна машина
Версията 6х6 е снабдена с дистанционно управление, 7,62-мм картечница и 40-милиметров автоматичен гранатомет.
Поддържа интеграция на различни оръжейни системи и въоръжени кули с тегло до 5 тона. V-образен корпус за подобрена защита срещу наземни мини и IED. Издържа на 8-килограмова мина. Защитата може да бъде подобрена с модулна добавена броня

### Еждер Йалчън 4х4 Бронирана бойна машина.
Проучванията за дизайна на превозното средство са започнали при последното тримесечие на 2012 г. и е предпрототип на базовото превозно средство изложено на Международното изложение на отбранителната индустрия (IDEF) през 2013 г.
Масовото производство започва през 2014 г.
Той се отличава с V-образен дизайн на корпуса, итегриращи плаващи подови плочи и седалки за намаляване на взрива, за да осигури защита срещу мини и самоделни взривни устройства.
Капацитета му е до 11 души персонал и може да носи полезен товар до 4 тона.

## Версии
И двете превозни средства могат да бъдат конфигурирани да се използват по различни начини като например:
- Превозвач на персонал
- Разузнаване
- Ядрена, биологична и химическа война
- Пожарна поддръжка
- Превозвач на ПТУР
- IFV
- Хоросан
- Команда
- Възстановяване
- Медицинска евакуация
- Инженерство

## Оператори

### Страни, които използват Еждер 6×6
- Грузия – 90

### Страни, които използват Еждер 4х4
- Унгария – 7[1]
- Сенегал – Национална Жандармерия – 25 закупени през Февруари 2019, първа доставка през Март 2018.
- Тунис – 70 поръчани
- Турция – 400
- Узбекистан = 1,024 поръчани.
- Катар – 900 поръчани.